# 東出浩教
東出 浩教（ひがしで ひろのり、1962年10月17日 - ）は、日本の経営学者。早稲田大学教授。日本ベンチャー学会副会長。神奈川県中郡二宮町および神奈川県平塚市出身。

## 経歴
神奈川県立平塚江南高等学校卒、1985年慶應義塾大学経済学部卒業、1985年鹿島建設入社。建設JVのマネジメントや欧州各国における不動産投資の実務に従事。
1991年インペリアル・カレッジ・ロンドン修士課程修了（MBA）。1998年早稲田大学ビジネススクール講師、およびウエル・インベストメント取締役に就任。2000年ロンドン大学インペリアルカレッジにて、恐らく日本で初となるベンチャー研究における博士号を取得 。2006年、早稲田大学ビジネススクール教授に。ベンチャー起業の研究・人材育成に尽力している。

## 著書
- 『ディシジョンメイキング (起業家育成プロジェクトPart1)』大久保秀夫との共著 2010
- 『幸せをつむぐ会社 (起業家育成プロジェクトPart2)』大久保秀夫との共著 2010
- 『ボーングローバル起業論 (起業家育成プロジェクトPart3)』大久保秀夫との共著 2011